# Waltharius
Waltharius, Waldharius vagy Waltharius Manu Fortis (Erőskező Waltharius) egy, a kora középkori népvándorlás és valószínűleg a magyar kalandozások hatására született hősköltemény. Témája az aquitániai Waltharius harca Gunthari frank királlyal, aki Attila parancsára megpróbálja megakadályozni, hogy Waltharius hazaérhessen a hun udvarból ellopott kincsekkel és Hildegund királylánnyal, Attila korábbi rabnőjével.

## A Waltharius keletkezése
A költemény magja a népvándorlás-kori népköltészet produktuma, emiatt a mű számos magyar és avar vonatkozású információt is 
tartalmaz. Ezt a népköltészeti anyagot azután szerzetesek a X-XI. század folyamán többször is átdolgozták. Írásba egy 
Ekkehard nevű, sankt-galleni szerzetes foglalta valamikor 920 előtt. Az írásba foglalt mű 
Erchenbald strassbourgi érseknek (965-991) szóló dedikációval kezdődik. Ezt a költeményt azonban egy másik, szintén 
Ekkehard nevű sankt-galleni szerzetes 1060 körül átdolgozta, kijavítva a latin nyelvtani hibákat, és kigyomlálva a 
germanizmusokat, melyek bántották Aribo, mainzi püspöknek, az utóbbi Ekkehard patrónusának fülét. Mivel az apátságban még 
számos Ekkehard folytatott irodalmi munkásságot, ezért az első változatot elkészítőt Ekkehard I-nek, míg az utóbbi 
változatot készítőt Ekkehard IV-nek nevezik.

## A Waltharius cselekménye
A Waltharius cselekményét Solymossy Sándor 1934-ben röviden így foglalta össze: 
„ Amit másolt, azaz erős karú, aquitaniai fejedelemfi Valter (Waldharius manu fortis) története volt ékes latin versekbe öntve. Hogy miként nevelkedett kis gyermek korától, mint túsz, Attila tiszamenti székhelyén ennek udvarában. Hogyan lett belőle híres hadverő hős, a hun fejedelem kedves vezére.  Azután hogyan nevelkedett ugyanakkor a hun udvarban a burgundi királynak, fiútód hiányában túszul adott lánya Hildegunda, akit a hun fejedelemné vett oltalmába s felnövekedve, úgy szívébe zárt, hogy rábízta kincses kamrája őrzését. Sorsuknak van egy harmadik osztályos társa, a frank udvarból való trójai Hagen, akit kezdettől sóvár honvágy emészt s amint szerét teheti, haza szökik. Ez a példa hasonlóra sarkalja Valtert is.

Titkon megállapodnak Hildegundával, hogy a királyleány vegye magához a kincstárból a tőlük annak idején elvett drágaságokat, a szökést gondosan előkészítik és paripáikon vezeték lovakkal éjféli sötétben, megindulnak Nyugatra hazájuk felé. Nappal erdőben pihennek, éjjel úttalan utakon haladnak egyre Nyugat irányában. Éber figyelmüknek sikerül az üldözök elő rejtve maradniok,  de midőn a hun határokon túl bejutnak az irdatlan hegyek közé, jöttüknek hírét veszi Gunther, a frank király. Útjukat állatja embereivel, adják oda kincseiket és szabadon elvonulhatnak. Valter eleinte alkura hajlandó, de a frankok az egész kincset akarják, erre Valter megköti magát, büszkén visszautasít minden alkudozást, mire Gunther emberei lovagi tornában egyenkint állnak ki vele mérkőzésre. Valter valamennyi páros tusában győztes marad, most már tömegtámadást intéznek ellene. Valter szűk sikátorba veszi magát, ahol sebektől borítva, végső erőfeszítéssel védekezik. Támadói sorra elhullnak, az utolsó kettő menekülve visz hírt Gunthernek a kudarcról, Hilde ápolja a pihenő hőst. Gunther nem nyugszik, kelepcét készít neki és legnagyobb hősével, Hagennel, maga áll eléjük.
Hagent küldi szembe egykori fogolytársával, de ez dacosan fel akarja királyának mondani a hűbéri viszonyt, nem 
verekszik egykori kezes társával, Valterrel.  Gunther erre maga áll ki, a viadal vége a frank király legyőzetése, kinek, hogy 
életét megmentse, Hagen kénytelen szembeszállni régi barátjával, megvívják ekkor a párharcok legszebbikét.  Mind ketten a 
vérveszteségtől végkimerülésben összeroskadnak.  A tehetetlen két vergődő, végül baráti jobbot nyújt egymásnak. Gunther 
bocsánatot kér s a három nehéz sebesültet Hilde ápolja, kötözgeti.  A sok szenvedést átélt pár ezután bántatlanul mehet tovább
hazájába, ahol annyi szenvedés után zavartalanul szerelemben egyesülhetnek.”

## A költemény világképe
A Waltharius a burgundi mondakörből táplálkozik, és a népvándorlás  több évszázada előkelőinek heroizmus iránti rajongását fejezi ki. A mű rokonságot mutat a Nibelung-énekkel, mind a szereplők, mind az elbeszélt események terén. Mivel több évszázad kulturális emlékezetét őrzi, emiatt számos anakronizmussal találkozhatunk. Attila és a burgundi udvar együttes szerepeltetése az első ilyen, mivel a Burgund Királyságot még Attila trónralépte előtt pár évvel semmisítették meg Aetius csapatai a hun segédcsapatokkal. A burgundok ezután egy ideig még nem olvadtak be, és valóban részt vettek az Attila elleni catalaunumi csatában. Hiteles viszont a hun uralkodói udvar alávetettek fölött gyakorolt hatalmának a leírása: Attila valóban túszokat követelt, akik a hun udvarban nevelkedtek - ezek közül érdemes kiemelnünk Szent Szeverinust, illetve magát Aetiust is.
A frank és trójai családból származó Hagen szerepeltetése kapcsán megfigyelhető az a barbár népek közötti középkori gyakorlat, hogy igyekeznek eredetüket irodalmi konstrukciók megalkotásával hozzákötni az antik, görög-római kultúrához, emiatt amennyiben lehetséges volt, úgy olyan eredetmítoszokat alkottak, melyekben egy-egy, ókori művekben is ismert nép leszármazottainak tüntették föl magukat - ez elősegítette a római lakosság ellenérzésének a leküzdését a barbárokkal szemben. Ebben a legsikeresebbek valóban a frankok voltak, köszönhetően Klodvig megkeresztelkedésnek és az olyan történetíróknak, mint Toursi Gergely.
Waltharius és Gunther alkudozása valószínűleg Ekkehard I. invenciója, és a magyarok és németek közötti harcokra, a kalandozások korának gyakorlatára utal, mikor az egyes germán fejedelmek hajlandóak voltak pénzen megváltani magukat a magyaroktól. Az ezt követő harcot viszont Ekkehard IV. betoldásának tartják, és mutatja a magyarok augsburgi és merseburgi vereségei miatt beálló új helyzetet, mikor az Ottók német-római császársága már képes volt sikerrel szembeszállni a magyarokkal. A párviadalok leírása már a megszilárduló feudalizmus korára jellemző lovagi tornák gyakorlatát idézi.

## Magyarul
- Waltharius Manu Fortis. Ford.: Tulok Magdolna - Makkay János. A kísérő tanulmányt írta: Makkay János. Tractata Minuscula 15-16. füzet.  Budapest, 1999. Magyarok Világszövetsége. ISBN 9635507585
- Világirodalmi antológia, II. kötet. Tankönyvkiadó, Budapest, 1952. 305-307. old
- Szász Károly A világirodalom nagy eposzai (II. köt.)
- Vende Ernő: Részlet a Walthariusból. In Egyetemes Philologiai Közlöny 1889, 13. évfolyam, 6-7. füzet. Online változat.
- Walterdal. Hősköltemény; ford. Kőrös Endre; Singer-Wolfner, Bp., 1898
- Wlislocki Henrik, Attila 3 ó-germán eposzban (Egyetemes Philologiai Közlöny, VII. köt.)